# Calliocloa trapezoides
Calliocloa trapezoides är en fjärilsart som beskrevs av Max Wilhelm Karl Draudt 1950. Calliocloa trapezoides ingår i släktet Calliocloa och familjen nattflyn. Inga underarter finns listade i Catalogue of Life.